# 2021年秘鲁地震
2021年秘鲁地震是指2021年11月28日发生于秘鲁的强烈地震。该次地震震中位于秘鲁亚马孙大区（南纬4.490度，西经76.846度），震级为MW 7.5，震源深度约为112.5千米，最大烈度为8度。
本次地震已被美国地质调查局列入2021年显著地震列表。

## 发震背景
美国地质调查局根据震源机制解认为，该次地震属于一次发生在纳兹卡板块内部的断裂处于北西北和南东南方向上的正断层事件。在此次地震震源附近，纳兹卡板块沿着秘鲁-智利海沟以每年约70毫米的速度向东俯冲至南美板块之下。包括秘鲁北部的南美洲西部大部分地区的地震都是由于这种持续的俯冲所产生的应变引起的。尤其是纳斯卡板块的地震活动最大深度约为650千米，其中源地震（震源深度70至300千米的地震）的活动性十分显著。与类似震级的浅源地震相比，这种中源地震对震源上方地表造成的破坏通常较小，但在震中距很远的地方可能会感觉到较大的震感。
在此次地震震中距250千米范围内，曾有5次震级为7级左右的中源地震发生在20世纪。此外，在2005年该地也曾发生过一次7.5级的中源地震。而在2019年5月发生的震级达MW 8.0级的2019年秘鲁地震虽然也是中源地震，但造成至少2人死亡。

## 参数观测
秘鲁地球物理研究所测定，该次地震震级为MW 7.5级，震中位于南纬4.4251度，西经76.9396度，震源深度约126千米，最大烈度为7度。美国地质调查局最初认为该次地震的震级为MW 7.3级或7.4级，但最终修订为MW 7.5级。此外，该机构还认为该次地震震中位于秘鲁亚马孙大区（南纬4.490度，西经76.846度），震源深度约为112.5千米，最大烈度为8度。
欧洲地中海地震中心测定的震级与秘鲁相同，均为MW 7.5级。但该机构认为该次地震的震中位于秘鲁北部（南纬4.45度，西经76.82度），震源深度约为110千米。而德国地球科学中心GEOFON台网测定的震级较小，为MW 7.4级。此外，该机构测定的震源深度也较浅，为102千米。
中国地震台网测定的震级在数值上也同样较小，为MW 7.3级。此外，该机构还认为该次地震震中位于秘鲁北部（南纬4.50度，西经76.70度），震源深度约为100千米。